# رحمة الغابة (فلم)
رحمة الغابة (بالفرنسية: La Miséricorde de la Jungle) هو فيلم تم إنتاجه دوليًا عام 2018 من إخراج المخرج الرواندي جويل كاريكزي. يحكي قصة جنديين روانديين انفصلا عن وحدتهما العسكرية في بداية حرب الكونغو الثانية، وكفاحهما من أجل البقاء في بيئة غابة معادية وسط نزاع مسلح عنيف.
كان العرض الأول للفيلم في مهرجان تورونتو السينمائي الدولي في 8 سبتمبر 2018، ويُعتبر الفيلم الثاني للمخرج كريكيزي. تم اختيار الفيلم من بين سلسلة ديسكفري لمهرجان تورونتو. وقد اختير ستيفان بيك واحدا من ثمانية نجوم صاعدة في المهرجان. ومن المقرر أن يظهر الفيلم في مهرجان نامور الدولي للفيلم الفرنكوفوني في بلجيكا. في 20 نوفمبر، تم عرضه الأول في رواندا في مهرجان الفيلم الأوروبي 2018 في كيغالي. فاز الفيلم بالجائزة الذهبية في المهرجان الأفريقي للسينما والتلفزيون في واغادوغو.

## القصة
يُصوّر الفيلم مخلفات الحرب البدنية والنفسية على الجنديين اللذين لم يعرفا من يحاربان ولماذا يقاتلان. وتجلى ذلك بوضوح في الانهيار النفسي لأحد الجنديين وهو يتذكر قتله لطفل مدني، أما الجندي الثاني فلم يسبق له القتل.
يصور الفيلم أيضا مخلفات الحرب على المدنيين، إذ أبادت قرى بسكانها ولم تستثن أحدا بما في ذلك الأطفال والنساء.

## جوائز
| جوائز وترشيحات | جوائز وترشيحات                                   | جوائز وترشيحات                   | جوائز وترشيحات                                    | جوائز وترشيحات | جوائز وترشيحات                |
| السنة          | الجائزة                                          | الصّنف                            | استلمت من قبل                                     | النتيجة        | مراجع                         |
| -------------- | ------------------------------------------------ | -------------------------------- | ------------------------------------------------- | -------------- | ----------------------------- |
| 2020           | جوائز ماجريت (النسخة 10)                         | أفضل ممثل                        | مارك زينغا                                        | رُشِّح            | [ 3 ]                         |
| 2019           | جوائز الأكاديمية الأفريقية للأفلام               | أفضل إنجاز في تصميم الإنتاج      | Genevieve Leyh                                    | رُشِّح            | [ 4 ] [ 5 ] [ 6 ] [ 7 ] [ 8 ] |
| 2019           | جوائز الأكاديمية الأفريقية للأفلام               | أفضل إنجاز في المكياج            | Shakira Kibirige Rose Kebirungi Daphine Kateregga | فوز            | [ 4 ] [ 5 ] [ 6 ] [ 7 ] [ 8 ] |
| 2019           | جوائز الأكاديمية الأفريقية للأفلام               | أفضل إنجاز في الموسيقى التصويرية | Line Adam                                         | رُشِّح            | [ 4 ] [ 5 ] [ 6 ] [ 7 ] [ 8 ] |
| 2019           | جوائز الأكاديمية الأفريقية للأفلام               | أفضل إنجاز في التحرير            | Antoine Donnet                                    | رُشِّح            | [ 4 ] [ 5 ] [ 6 ] [ 7 ] [ 8 ] |
| 2019           | جوائز الأكاديمية الأفريقية للأفلام               | أفضل ممثل في دور قيادي           | Marc Zinga                                        | فوز            | [ 4 ] [ 5 ] [ 6 ] [ 7 ] [ 8 ] |
| 2019           | جوائز الأكاديمية الأفريقية للأفلام               | أفضل تصميم أزياء                 |                                                   | فوز            | [ 4 ] [ 5 ] [ 6 ] [ 7 ] [ 8 ] |
| 2019           | جوائز الأكاديمية الأفريقية للأفلام               | أفضل تصوير سينمائي               |                                                   | رُشِّح            | [ 4 ] [ 5 ] [ 6 ] [ 7 ] [ 8 ] |
| 2019           | جوائز الأكاديمية الأفريقية للأفلام               | أفضل فيلم                        | جويل كاريكزي                                      | فوز            | [ 4 ] [ 5 ] [ 6 ] [ 7 ] [ 8 ] |
| 2019           | جوائز الأكاديمية الأفريقية للأفلام               | أفضل مخرج                        | جويل كاريكزي                                      | رُشِّح            | [ 4 ] [ 5 ] [ 6 ] [ 7 ] [ 8 ] |
| 2019           | المهرجان الأفريقي للسينما والتلفزيون في واغادوغو | جائزة حصان ينينجا الذهبي         | جويل كاريكزي                                      | فوز            | [ 9 ]                         |
| 2018           | مهرجان السينما الإفريقية بخريبكة                 | أفضل سيناريو                     | جويل كاريكزي Casey Schroen Aurelien Bodinaux      | فوز            | [ 10 ]                        |
| 2018           | مهرجان السينما الإفريقية بخريبكة                 | أفضل ممثل مساعد                  |                                                   | فوز            | [ 10 ]                        |

## روابط خارجية
- مقالات تستعمل روابط فنية بلا صلة مع ويكي بيانات